# Высадка в заливе Буллс-Бэй
Высадка в заливе Буллс-Бэй — отвлекающая операция армии Союза, проведенная на завершающей стадии осады Чарльстона.

## Предыстория
Залив Буллс-Бэй, расположенный примерно в 30 километрах к северу от форта Мултри, на протяжении всей осады Чарльстона рассматривался армией Союза как один из возможных путей подхода к городу. Залив представляет собой обширное, но мелководное пространство между о-вом Буллс и мысом Роман. Конфедераты обороняли залив посредством пикетов. На о-ве Булл был расположен постоянный сторожевой пост, а в г. Андерсонвилль на материке — артиллерийская позиция, которая перекрывала дорогу к г. Крайст-Чёрч, где проходили основные оборонительные позиции южан.
После того, как 10 февраля 1865 года генерал-майор Куинси Гиллмор решил прекратить операцию на о-ве Джеймс, он назначил бригадного генерала Эдварда Поттера командующим экспедицией в залив Буллс-Бэй. Под начало Поттера была поставлена бригада полковника Альфреда Хартуэлла: 144-й Нью-Йоркский, 32-й цветной и 55-й Массачусетский полки. Других резервов в распоряжении Гиллмора не было, но экспедиция задумывалась как отвлекающий манёвр. Перед Поттером была поставлена задача высадиться посередине залива, у протоки Ауэндо, и обойти укрепления у г. Андерсонвилль с фланга.
Флот выделил для операции несколько транспортных судов с усиленными бортами, девять канонерских лодок и четыре вооружённых буксира. Однако действовать на мелководье из боевых судов могли только Pawnee, Sonoma, Ottawa, Winona, Potomska, J. S. Chambers, Wando и три буксира. Командовать отрядом был назначен командор Фэбус Стэнли.
Проведение операции осложнялось тем, что до 12 февраля 1865 года никакого серьезного изучения залива Буллс-Бэй не проводилось.

## Боевые действия
Утром 12 февраля генерал Поттер прибыл на место высадки, но буксир, на борту которого находился специалист-топограф, задержался, сев на мель. Поттер сам произвел рекогносцировку на лодке и быстро выяснил, что протока Ауэндо мало подходит для высадки. Он принял решение проникнуть в залив Сеуи по одноименной протоке, обогнув остров Булл, и высадить десант непосредственно у г. Андерсонвилль. Однако ему пришлось ждать, пока корабли Стэнли не разведают фарватер и не установят буи.

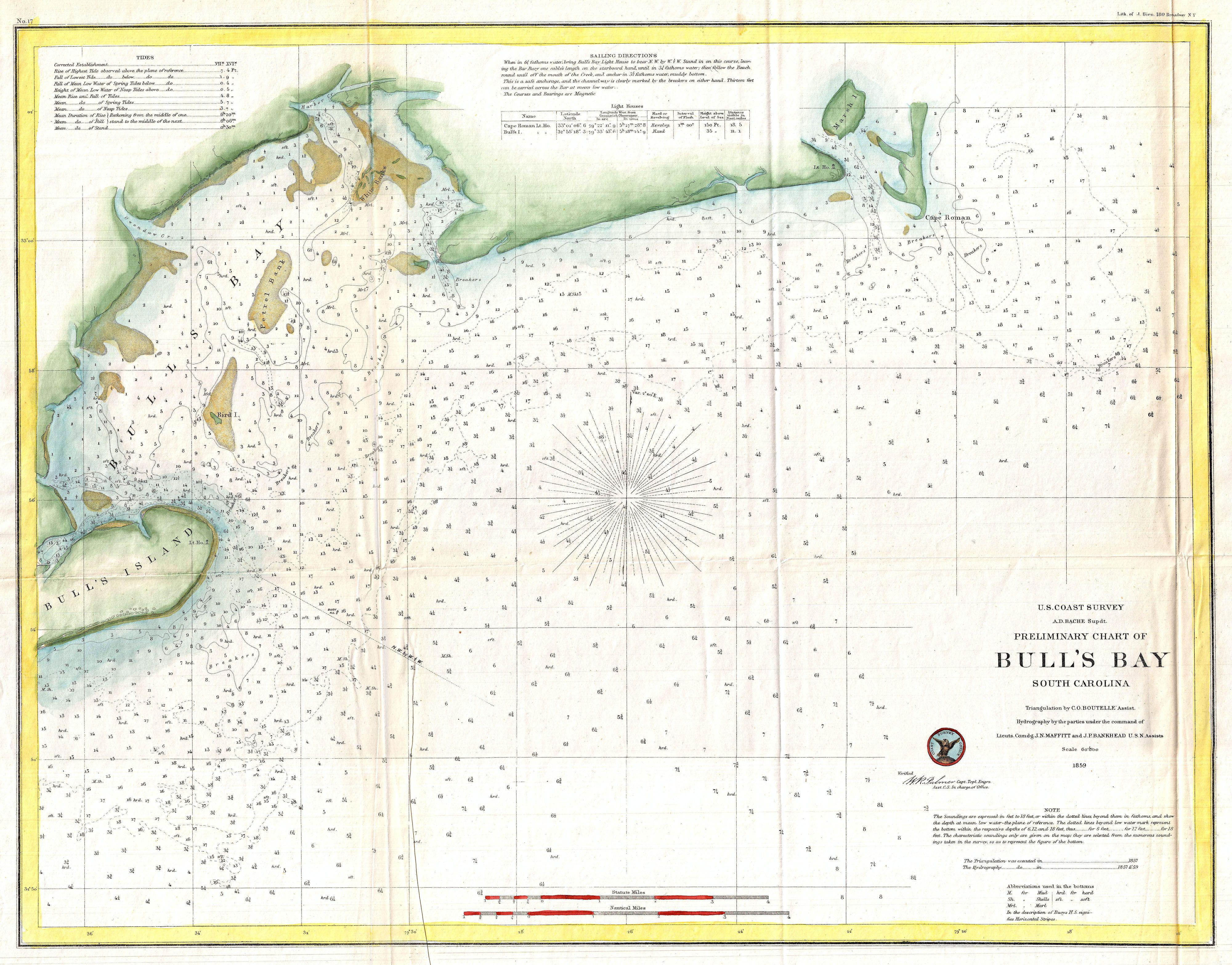
Карта залива Буллс-Бэй

Днем 12 февраля поднялся сильный ветер, и шторм продолжался, постепенно усиливаясь, два дня. 14 февраля Поттеру удалось высадить часть пехоты с транспортов Augusta и Savannah на о-в Булл, который был оставлен южанами при приближении канонерских лодок. 15 февраля была предпринята новая попытка проложить путь по протоке Сеуи. Стэнли удалось провести по протоке две канонерские лодки, Ottawa и Wando, но оказалось, что воды перед Андерсонвиллем слишком мелки, чтобы атаковать город в лоб. Вдобавок, за прошедшие дни южане значительно укрепили свои позиции вокруг города. Поэтому Поттер оставил возле Андерсонвилля канонерку Wando и транспорт Loyalist с целью отвлечения внимания, а сам с буксиром Geranium и транспортом Savannah вновь вернулся в залив Буллс-Бэй.
17 февраля 144-й Нью-Йоркский полк под командованием полковника Льюиса на лодках под прикрытием шести вооружённых баркасов высадился на песчаной косе между протокой Ауэндо и протокой Грэхэма, после чего двинулся по берегу на юг, а баркасы поднялись вверх по протоке Грэхэма. Продвигаясь, северяне выбили небольшой отряд конфедератов из расположенных неподалеку от устья протоки окопов и земляной батареи. К полудню Поттер высадил оставшуюся пехоту, которая приспособила укрепления южан для обороны со стороны Чарльстона и разместила там батарею гаубиц, снятых с баркасов. Попутно северяне разрушили мост и соляную фабрику на протоке Ауэндо.
18 февраля Поттер намеревался взять Андерсонвилль и развивать наступление на Крайст-Чёрч. Однако 32-й цветной полк беспрепятственно вошёл в Андерсонвилль, оставленный южанами. Вскоре выяснилось, что отряд южан у залива Буллс-Бэй был арьергардом, прикрывавшим отступление конфедератов из Чарльстона. 19 февраля все три полка бригады Хартуэлла двинулись к Чарльстону, не встречая никакого сопротивления. В 19:00 бригада расположилась на ночь на оставленной южанами позиции возле г. Крайст-Чёрч, а генерал Хантер со своим штабом продолжил путь и к полуночи достиг Чарльстона.